# Municipalità regionale della contea di L'Islet
La municipalità regionale di contea di L'Islet è una municipalità regionale di contea del Canada, localizzata nella provincia del Québec, nella regione di Chaudière-Appalaches.
Il suo capoluogo è Saint-Jean-Port-Joli.

## Suddivisioni
City e Town
- Saint-Pamphile

Municipalità
- L'Islet
- Saint-Adalbert
- Saint-Aubert
- Saint-Damase-de-L'Islet
- Sainte-Félicité
- Sainte-Perpétue
- Saint-Jean-Port-Joli
- Saint-Marcel
- Saint-Omer
- Tourville

Parrocchie
- Saint-Cyrille-de-Lessard
- Sainte-Louise
- Saint-Roch-des-Aulnaies